# Samtgemeinde Hadeln
La Samtgemeinde Hadeln era una Samtgemeinde ("municipalità collettiva") del distretto di Cuxhaven, nella Bassa Sassonia, in Germania. Essa è situata presso le foci dell'Elba e si trovava a 15 km circa da Cuxhaven. La sua sede è la città di Otterndorf.
A partire dal 1º gennaio 2011 è stata fusa insieme alla Samtgemeinde Sietland per costituire la Samtgemeinde Land Hadeln.
La Samtgemeinde Hadeln comprendeva le seguenti municipalità:
1. Neuenkirchen
2. Nordleda
3. Osterbruch
4. Otterndorf